# Macquartia dispar
Macquartia dispar là một loài ruồi trong họ Tachinidae.